# Bradysia tritici
Bradysia tritici är en tvåvingeart som först beskrevs av Daniel William Coquillett 1895.  Bradysia tritici ingår i släktet Bradysia och familjen sorgmyggor. Inga underarter finns listade i Catalogue of Life.